# Alizava
Alizava is een plaats in het Litouwse district Panevėžys. De plaats telt 427 inwoners (2003).

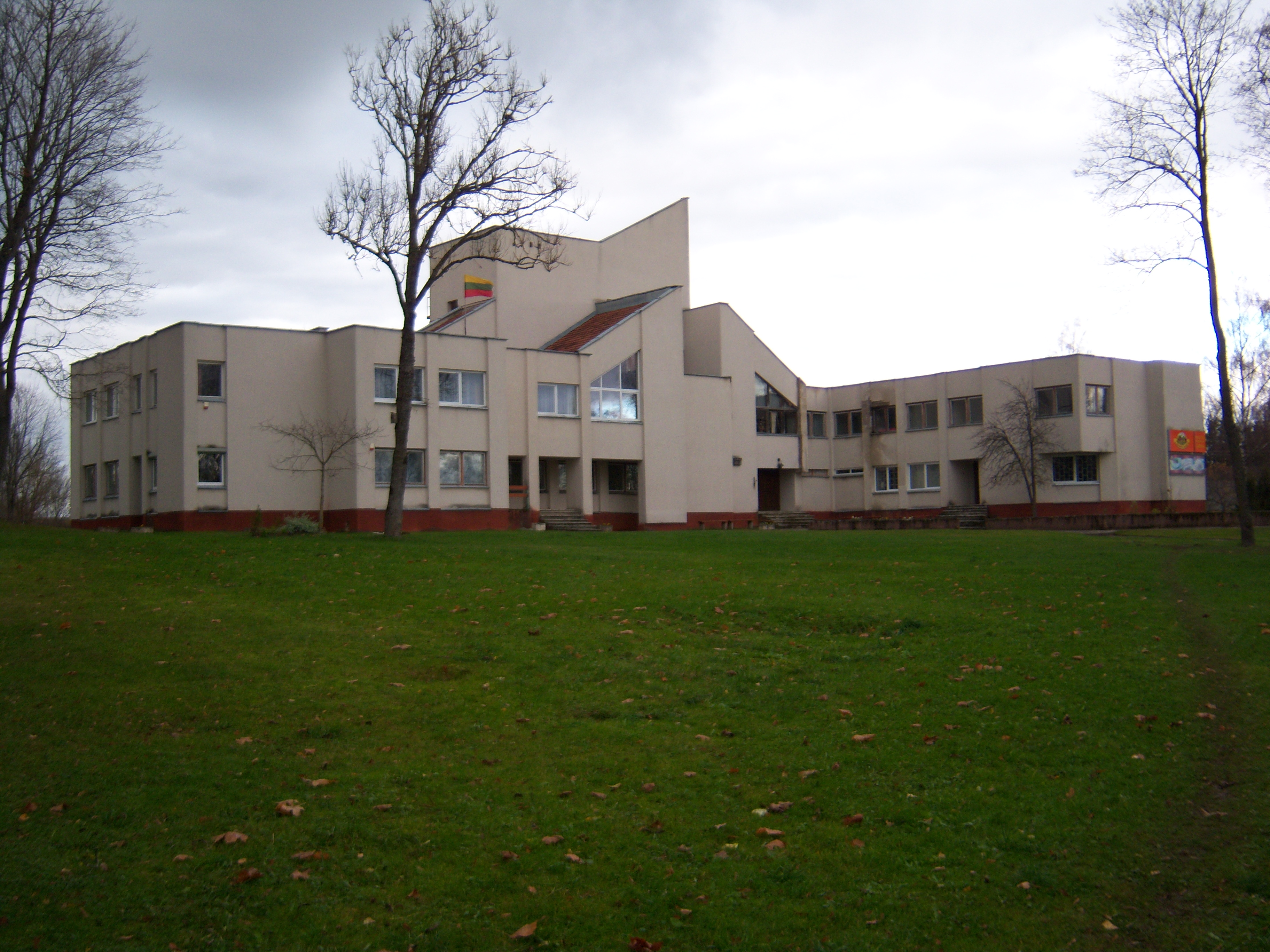
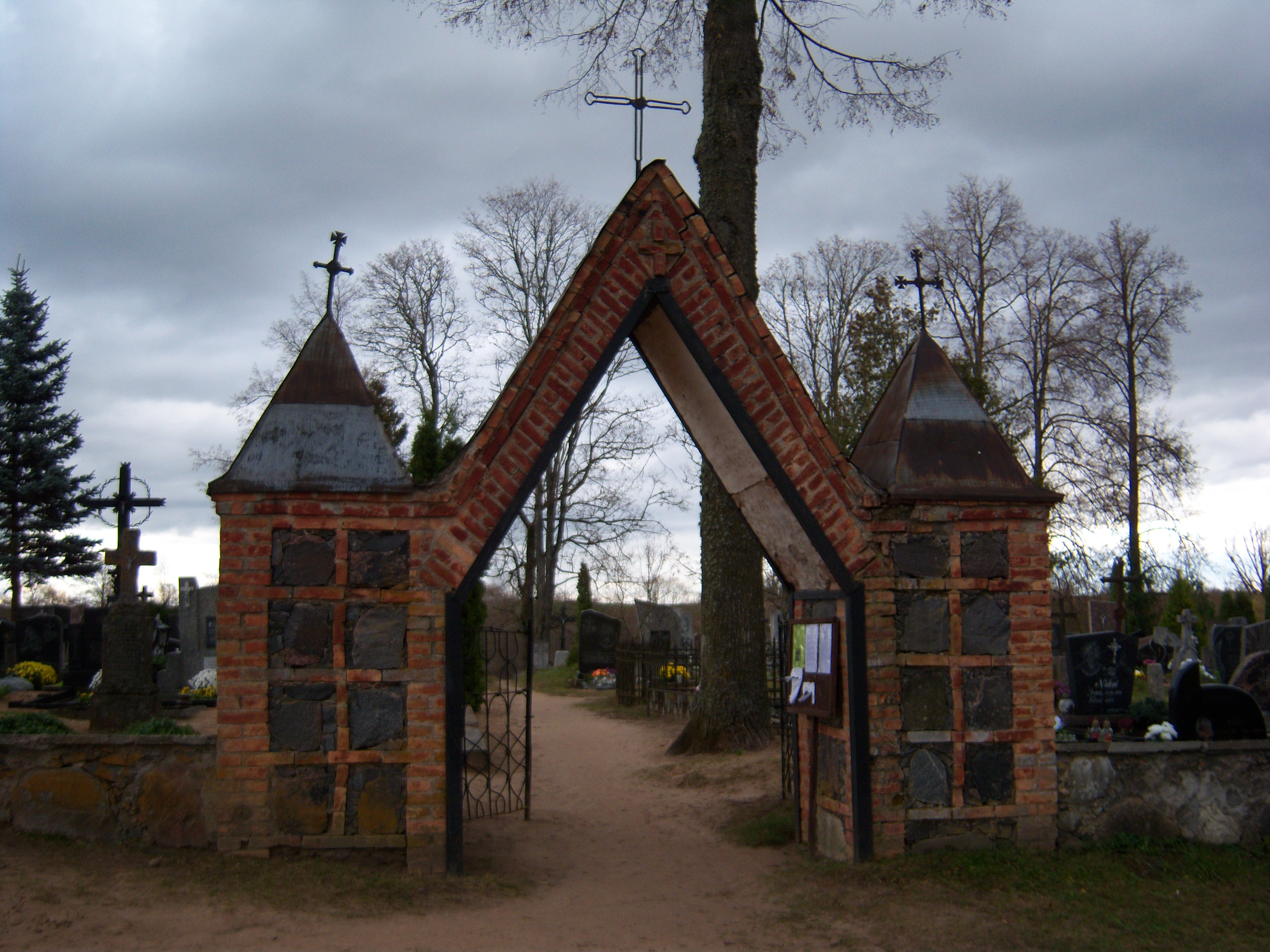